# Leucadendron eucalyptifolium
Leucadendron eucalyptifolium är en tvåhjärtbladig växtart som beskrevs av Buek och Meissn.. Leucadendron eucalyptifolium ingår i släktet Leucadendron och familjen Proteaceae. Inga underarter finns listade i Catalogue of Life.